# Michel D'Hooghe (football)
Pour les articles homonymes, voir D’Hooghe.
Michel, Joseph, Paul, baron D'Hooghe, né le 8 décembre 1945 à Bruges, est un médecin et une personnalité du football belge, président du FC Bruges de 2003 à juin 2009.

## Carrière

### Les débuts
Il est docteur en médecine, spécialisé en médecine physique et revalidation, licencié en éducation physique.
Au début des années 1970, après avoir terminé avec fruit ses études de médecine, Michel D'Hooghe s'engage déjà au FC Bruges en tant que médecin. Au côté de l'entraîneur Ernst Happel, avec à qui il vit des liens émotionnels très forts, Michel D'Hooghe gravit l'escalier des sommets européens avec le Club Brugeois. Durant cette période, il s'affilie au conseil d'administration du Club, pour devenir, en 1979, le représentant de Bruges lors des réunions de la ligue professionnelle à Bruxelles. Deux ans plus tard, il devient président de la ligue, un mandat qu'il exercera pendant six ans. En 1986, vu le mauvais état de santé général du président de fédération Louis Wouters, il est engagé en tant que chef de délégation belge pour la Coupe du monde au Mexique, la plus belle de l'histoire du football belge. Un an plus tard, Michel D'Hooghe est promu Président de la fédération de football belge. L'année suivante, il devient membre du comité exécutif de la FIFA et président de la commission médicale de la fédération de football.

### La fédération
Durant quatorze années, Michel D'Hooghe dirige la plus grande fédération de sport nationale qui a eu des années difficiles après le drame du Heysel. Son objectif était de rénover la fédération. Il a, dans une première phase, modifié l'infrastructure. En 1989, il fait déménager tous les locaux de la rue Guimard vers l'avenue Houba de Strooper, à l'ombre de l'Atomium et du Heysel. En 1995, lors du 100e anniversaire de la fédération de football et dix ans exactement après le drame du Heysel, il a fait restaurer le stade national et l'a fait rebaptiser stade Roi Baudouin.
Michel D'Hooghe n'a pas bâti uniquement avec les pierres. Il a rassemblé un réseau des partenaires commerciaux autour de la fédération et de l'équipe nationale. Les Diables rouges se défendent parfaitement bien, et se qualifie en 1990, 1994 et 1998 pour la phase finale de la Coupe du monde. À côté de cette réussite sportive, la réalisation la plus importante du président de fédération est indubitablement l'organisation de l'Euro 2000, le championnat d'Europe qu'il met sur pied avec son collègue hollandais Jeu Sprengers, un succès immense. C'est grâce à sa diplomatie que Michel D'Hooghe a permis à un petit pays d'organiser un très grand événement à caractère commercial. Quelques mois après, durant l'été de 2001, il cède, la présidence de la fédération de football à Jan Peeters. Michel D'Hooghe a reçu le titre de "baron" du Roi Albert II.

### Retour au FC Bruges
Après son adieu en tant que président de fédération, Michel D'Hooghe a disparu des projecteurs du sport au sommet pendant un an. Après le décès du président du club, Michel Van Maele, fin février 2003, il est proposé par le conseil d'administration du club de Bruges en tant qu'unique successeur potentiel et, ce, à l'unanimité des voix. Le mardi 13 mars 2003, il est nommé président du FC Bruges.
Michel D'Hooghe qui, pendant son mandat de président de fédération, est aussi toujours resté administrateur du club de Bruges et dont la neutralité n'a pas été mise en cause face aux autres clubs, a pu, deux mois après son installation en tant que Président, fêter le douzième titre national du club de Bruges. Il a refusé les honneurs et les mérites et a dédié le titre du Club brugeois à son prédécesseur défunt.
Suivant l'exemple de ses années de début en tant que président de la fédération, le nouveau Président du club a profondément modifié les infrastructures du Club brugeois : déménagement des bureaux du Jan Breydelstadion au bâtiment nommé le Klokke, mise à disposition une pelouse synthétique, nouveau vestiaire plus grand, une salle pour les joueurs, des nouveaux sanitaires, de nouvelles douches, une petite salle de réunion, une grande salle de briefing et de projection et un bureau pour l'entraîneur.
Sur le plan administratif aussi, sous l'impulsion de Michel D'Hooghe, on procède à des réalignements. Avec le partage d'une part du club en trois départements: économique, social et sportif. D'autre part, un chef d'entreprise et un directeur sportif sont nommés. Le président a doté le club de Bruges d'une structure politique et professionnelle contemporaine. Michel D'Hooghe, depuis sa désignation en qualité de président, a également voulu accentuer le rôle social du Club.
En mars 2009, son mandat en tant que président du FC Bruges arrive à échéance. Il ne se présente pas à sa succession mais reste néanmoins membre du conseil de direction du club et préside celui-ci jusqu'au 30 juin 2009, date de la fin d'une période de transition durant laquelle un nouveau président est désigné.

## Parcours
- 1979-1981 : Représentant du FC Bruges à la Ligue professionnelle
- 1981-1987 : Président de la Ligue professionnelle
- 1987-2001 : Président de la Fédération belge de football
- 2003-juin 2009 : Président du FC Bruges
- 1988-2015: Membre du Comité Exécutif de la FIFA

## Distinctions
- chevalier de l’ordre de la Couronne
- chevalier de l’ordre de l’Aigle aztèque

Il est fait baron par le roi Albert II de Belgique le 22 décembre 2000. Sa devise est « Ministrando Gaudium ».